# 埃普瓦
埃普瓦（法語：Époye，法語發音：[epwa]）是法国马恩省的一个市镇，属于兰斯区。

## 地理
埃普瓦（49°17'23"N, 4°14'20"E）面积15.35 平方千米，位于法国大東部大區马恩省，该省份为法国东北部内陆省份，北起阿登省，西北接埃纳省，西南接塞纳-马恩省，南至奥布省，东南接上马恩省，东临默兹省。
与埃普瓦接壤的市镇（或旧市镇、城区）包括：贝讷-诺鲁瓦、贝吕、拉瓦讷、圣马姆、塞勒。

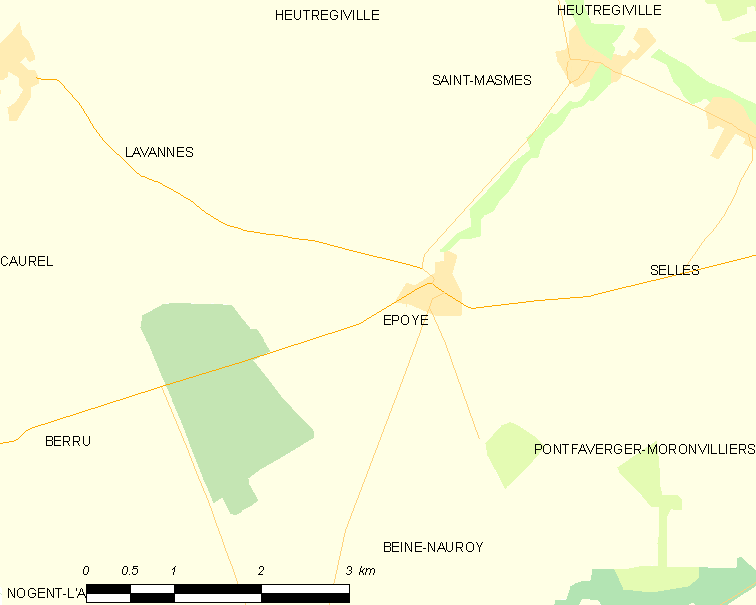
埃普瓦的OSM定位图

埃普瓦的时区为UTC+01:00、UTC+02:00（夏令时）。

## 行政
埃普瓦的邮政编码为51490，INSEE市镇编码为51232。

## 政治
埃普瓦所属的省级选区为穆尔默隆-韦勒-香槟山县。

## 人口

1962-2008年间埃普瓦人口变化图示

埃普瓦于2022年1月1日时的人口数量为417人。